# Cubela (Incio)
Cubela (llamada oficialmente San Pedro de Covela) es una parroquia española del municipio de Incio, en la provincia de Lugo, Galicia.

## Otras denominaciones
La parroquia también es conocida por el nombre de San Pedro de Cubela.

## Límites
Limita con las parroquias de A Cervela y Rubián de Cima al norte, Noceda al este, San Fiz de Rubián al sur, y Vilarbuxán al oeste.

## Organización territorial
La parroquia está formada por dos entidades de población:

### Entidades de población
Entidad de población que forman parte de la parroquia:
- Vilar da Bara (Vilar da Vara)

### Despoblado
Despoblado que forma parte de la parroquia:
- Amedo

## Demografía
| Gráfica de evolución demográfica de Cubela entre 2000 y 2020 |
|                                                              |
| Datos según el nomenclátor publicado por el INE.             |